# Unilab
United Laboratories, Inc., широко известная как Unilab — филиппинская частная фармацевтическая компания.
Unilab – крупнейшая фармацевтическая компания на Филиппинах по доле рынка. По состоянию на 2016 год на долю компании приходится 25,1% рынка Филиппин, опережая иностранные транснациональные компании «Pfizer» и «GlaxoSmithKline».

## История
United Laboratories или Unilab начала свою деятельность в 1945 году как небольшая аптека на улице Санто-Кристо в Бинондо, Манила, под названием United Drug Co. Ее соучредителями являлись Хосе Яо Кампос, Мариано К. Тан и Арсенио Онг. С помощью Говарда К. Ди, зятя Кампоса, компания значительно выросла за первые 14 лет своей деятельности и к 1959 году предприятие уже экспортировало свою продукцию в Гонконг.
Unilab извлекла выгоду из тесного сотрудничества Кампоса с президентом Фердинандом Маркосом, хотя компания уже имела относительный успех до его президентства и введения военного положения в 1970-х годах. Во время президентства Ф. Маркоса Unilab получила эксклюзивную лицензию на импорт фармацевтических препаратов.
С 1960-х по 2000-е годы Unilab начала экспорт своей продукции в других странах Юго-Восточной Азии, включая Таиланд, Вьетнам, Индонезию, Сингапур и Мьянму, а также в Гонконге.
В 2002 году Unilab вошла в индустрию дженериков, учредив RiteMed. 
В 2013 году Unilab основала Synnovate Pharma Corp., что ознаменовало начало ее участия в растительной медицине. В 2016 году Unilab через свою дочернюю компанию RiteMedPhilippines, Inc. полностью приобрела Pharex HealthCorp, компанию по производству дженериков под управлением Pascual Laboratories Inc..
В 2021 году во время пандемии COVID-19 Unilab объявила о планах по созданию завода по производству вакцин к 2023 году.

## Продукты
Продукция Unilab включает фирменные лекарства, такие как Biogesic и Alaxan, и витаминные добавки, такие как Conzace и Enervon. Unilab также владеет брендами дженериков RiteMed и Pharex, оба из которых находятся под управлением ее дочерней компании RiteMed Philippines, Inc..

## Дочерние компании
- Bio-ONCO
- Biofemme
- Biomedis
- LRI-Therapharma
- Medichem
- Pediatrica
- UAP (United American Pharmaceuticals)
- Unilab Consumer Health
- Westmont
- UL Skin Sciences (formerly Innovitelle)